# Lusitanops expansa
Lusitanops expansa är en snäckart som först beskrevs av Georg Ossian Sars 1878.  Lusitanops expansa ingår i släktet Lusitanops och familjen Turridae. Inga underarter finns listade i Catalogue of Life.